# Earl Hines
Earl Hines (Duquesne, 1903. december 28. – Oakland, 1983. április 22.), dzsesszzongorista, zenekarvezetető. Earl „Fatha” Hines a huszadik század egyik legfontosabb dzsesszzenésze volt. Az 1920-as évektől hatott szinte minden kortársára. Nagyszerű muzsikusi és zenekarvezetői pályája 1983-ban bekövetkezett haláláig terjed.
...a fiatal Louis Armstrong rendszeresen odahajolt hozzá a szólói végén: Köszi, öregem!

## Pályafutása
Hines a pennsylvaniai Duquesne-ben született. Édesanyja meghalt, amikor Hines még csak hároméves volt. Ezután apja és mostohaanyja nevelte.
Hines zenész családból származott. Apja kornetten játszott, az Eureka Fúvószenekart vezette Pittsburgh-ben. Mostohaanyja orgonaművész volt az egyházban, ő adta neki az első zongoraórákat.
Hines nagyszerűen megtanult kottát olvasni. 14 éves korában Pittsburghbe költözött a nénjéhez, aki operaénekes volt. Érdéklődése a klasszikus zene felől a dzsessz felé terelődött, és 15 évesenen megalapította első trióját, amelyben mellette hegedűs és dobos szerepelt. Az együttes iskolai rendezvényeken, szórakozóhelyeken és egyházi gyülekezetekben játszott.
17 éves korában csatlakozott a Symphonian Serenaderséhez Pittsburghban. Heti 15 dollárt keresett (plusz étkezés), és elkészítette első felvételeit. 18 éves korában Benny Carter szaxofonossal létrehozta első zenekarát. Nem sokkal később Chicagóba költözött. 1925-ben Carroll Dickerson zenekarával játszott.
1926-ban megismerkedett Louis Armstronggal és együtt egy dzsessztriót hoztak össze. Hines több számot is felvett Armstronggal, köztük egy híressé vált trombita-zongora duettet („Weather Bird”) 1928-ban. Ez a duó aztán 36 kislemezt vett fel.
25. születésnapjának éjszakáján (1928. december 28-án) Hines megnyílt a Chicago Grand Terrace Café és a Hines Orchestra. A következő 12 évben a itt léptek fel hamarosan élő műsorokkal, és a rádió leghíresebb zenekarává váltak. Egy alkalommal a szpiker úgy mutatta be, hogy „Fatha” Hines. A becenév ráragadt.
A Hines iránti érdeklődés később megcsappant. A kaliforniai Oaklandben telepedett le. 1964-ben fedezték fel újra.
Pályafutása során Hines számos kitüntetésben részesült. 1965-ben bekerült az American Jazz Hall of Fame-be, és a következő évben elnyerte a Down Beat Jazz Hall of Fame kritikusainak szavazatait is. Hatszor választották meg a világ legjobb dzsesszzongoristájának.
Hines sokat tett Dizzy Gillespie és Charlie Parker karrierjének építése érdekében.

## Díjak
- 1965: American Jazz Hall of Fame
- 1966: Down Beat Jazz Hall of Fame